# Il est minuit, docteur Schweitzer
Pour plus de détails, voir Fiche technique et Distribution.
Il est minuit, docteur Schweitzer est un film français d'André Haguet, sorti en 1952. 
Il est adapté de la pièce de théâtre éponyme de Gilbert Cesbron, publiée la même année. 

## Synopsis
L'Alsacien Albert Schweitzer, médecin missionnaire et musicien, se rend en 1913 à Lambaréné au Gabon, alors colonie française, pour combattre le paludisme qui fait des ravages au sein de la population. L'administrateur français Leblanc voit d'un mauvais œil l'arrivée de ce ressortissant de l'Empire allemand. Mais Albert peut compter sur la dévouée Marie Winter et le père Charles pour l'assister dans sa tâche…

## Fiche technique
- Titre : Il est minuit, docteur Schweitzer
- Réalisation : André Haguet
- Scénario : Henri-André Legrand et André Haguet, d'après la pièce de Gilbert Cesbron
- Décors : Jean R. Quignon
- Costumes : Rosine Delamare, Frédéric Junker
- Maquillage : Marcel Rey
- Coiffures : Odette Rey
- Photographie : Lucien Joulin
- Opérateurs : Gustave Raulet ; Edmond Séchan (Gabon)
- Son : Julien Coutellier ; Jacques Carrère (réenregistrement)
- Montage : Charles Bretoneiche et Jean-Louis Levi-Alvarès
- Musique : Maurice-Paul Guillot ; interprétée par l'orchestre Pasdeloup, Marcel Dupré (orgue), Raymond Trouard (piano)
- Directeur de production : Georges Bernier
- Société de production : Nordia-Films
- Société de distribution : Cocinor (Comptoir cinématographique du Nord)
- Pays d’origine :  France
- Langue originale : français
- Format : noir et blanc - 1,37:1 - 35 mm - son mono (Western-Electric)
- Genre : drame
- Durée : 95 minutes
- Date de sortie :
  - France : 14 novembre 1952
- Visa d'exploitation : 12721
- Affiche : Clément Hurel (France)

## Distribution
- Pierre Fresnay : le pasteur et docteur Albert Schweitzer
- Raymond Rouleau : le commandant Lieuvin
- Jean Debucourt : le père Charles
- André Valmy : l'administrateur Leblanc
- Jeanne Moreau : Marie Winter, la jeune infirmière
- Georges Chamarat : le professeur d'université
- Michel Marsay : Jean Hubner, l'ex-fiancé de Marie
- Jean Lanier : M. Cristal, l'instituteur
- Jany Vallières : Mme Cristal, sa femme
- Candy Well : Joseph, le Gabonais
- Jean Brunel
- Roger Bontemps
- André Wasley
- Abdoulaye Dramé
- Soumah Mangué et ses ballets noirs
- Jean Yanne : un figurant

## Autour du film
- Le tournage a eu lieu du 31 mars au 25 juillet 1952 dans les studios Paris-Studio-Cinéma à Billancourt.
- Il est minuit, docteur Schweitzer est aussi le titre d'une chanson du Franco-Gabonais Jann Halexander, sortie en 2012.
- Jacques Dutronc fait référence au titre du film dans sa chanson Mini-mini-mini, en le détournant en « Il est mini, docteur Schweitzer ».
- Reiser utilise le titre de l’œuvre dans une scène de sa bande dessinée Phantasmes, parue en 1980 (planche no 106).